# Керівник військово-морськими операціями
Керівник військово-морськими операціями, інакше — Начальник оперативного штабу ВМС (англ. Chief of Naval Operations, CNO) — вища офіцерська посада у військово-морських силах США та член Об'єднаного комітету начальників штабів. Висувається президентом і затверджуються більшістю Сенату США. Статутом визначено, що начальник штабу призначається з адміралів.
Підпорядковується безпосередньо секретарю військово-морських сил в питаннях командування, використання ресурсів і бойової підготовки Військово-морських сил. Під керівництвом секретаря, виділяє сили і засоби в Об'єднані командування збройних сил. Також виконує інші обов'язки, визначені 10-м розділом зводу законів США, § 5033, або доручення йому секретарем ВМС, або доручає від свого імені ті чи інші функції підлеглим офіцерам ВМС.
Крім того, керівник військово-морськими операціями є головним радником Президента, міністра оборони та секретаря ВМС з військово-морських питань та ведення війни на морі. Кандидат на цю посаду потрібен мати значний досвід служби в об'єднаних штабах, включаючи як мінімум одне призначення в ролі флагманського офіцера. Однак президент може зняти ці вимоги, якщо вважатиме це за необхідне для національних інтересів. Як і інші начальники штабів видів збройних сил США, пост начальника оперативного штабу ВМС є адміністративним, тобто не має влади у питаннях бойового використання ВМС. Офіцер на цій посаді тільки проводить в життя накази на бойове використання, які виходять від командування. З 21 лютого 2025 року тимчасово виконуючим обов'язки керівника військово-морськими операціями є адмірал Джеймс Кілбі.

## Структура штабу керівника військово-морськими операціями
До управління керівника військово-морськими операціями входять:
- Перший заступник керівника;
- Кілька заступників керівника;
- Помічники керівника;
- Начальник медичного управління флоту;
- Начальник відділу військово-морського персоналу (кадрів);
- Начальник юридичного відділу;
- Головний капелан флоту;

також інші представники флоту, морської піхоти та цивільні особи у Військово-морському міністерстві, призначені або придані штабу.

## Список керівників військово-морськими операціями
| №                                      | Керівник                                                              | Фото | Початок повноважень | Закінчення повноважень |
| -------------------------------------- | --------------------------------------------------------------------- | ---- | ------------------- | ---------------------- |
| 1                                      | Адмірал Вільям Шепард Бенсон (25 вересня 1855 — 20 травня 1932)       |      | 11 травня 1915      | 25 вересня 1919        |
| Вакант (25 вересня — 1 листопада 1919) |                                                                       |      |                     |                        |
| 2                                      | Адмірал Роберт Едвард Кунц (11 червня 1864 — 26 січня 1935)           |      | 1 листопада 1919    | 21 липня 1921          |
| 3                                      | Адмірал Едвард Волтер Еберлі (17 серпня 1864 — 6 липня 1929)          |      | 21 липня 1923       | 14 листопада 1927      |
| 4                                      | Адмірал Чарльз Фредерік Г'юз (14 жовтня 1866 — 28 травня 1934)        |      | 14 листопада 1927   | 17 вересня 1930        |
| 5                                      | Адмірал Вільям Візі Пратт (28 лютого 1869 — 25 листопада 1957)        |      | 17 вересня 1930     | 30 червня 1933         |
| 6                                      | Адмірал Вільям Гаррісон Стендлі (18 грудня 1872 — 25 жовтня 1963)     |      | 1 липня 1933        | 1 січня 1937           |
| 7                                      | Адмірал Вільям Легі (6 травня 1875 — 20 липня 1959)                   |      | 2 січня 1937        | 1 серпня 1939          |
| 8                                      | Адмірал Гарольд Рейнсфорд Старк (12 листопада 1880 — 20 серпня 1972)  |      | 1 серпня 1939       | 2 березня 1942         |
| 9                                      | Адмірал флоту Ернест Джозеф Кінг (23 листопада 1878 — 25 червня 1956) |      | 2 березня 1942      | 15 грудня 1945         |
| 10                                     | Адмірал флоту Честер Німіц (24 лютого 1885 — 20 лютого 1966)          |      | 15 грудня 1945      | 15 грудня 1947         |
| 11                                     | Адмірал Льюїс Еміл Денфелд (13 квітня 1891 — 28 березня 1972)         |      | 15 грудня 1947      | 2 листопада 1949       |
| 12                                     | Адмірал Форрест Персіваль Шерман (30 жовтня 1896 — 22 липня 1951)     |      | 2 листопада 1949    | 22 липня 1951          |
| (ТВО)                                  | Адмірал Лінде Маккормік (12 серпня 1895 — 16 серпня 1956)             |      | 22 липня 1951       | 16 серпня 1951         |
| 13                                     | Адмірал Вільям Мороу Фечтелер (6 березня 1896 — 4 липня 1967)         |      | 16 серпня 1951      | 17 серпня 1953         |
| 14                                     | Адмірал Роберт Боствік Карні (26 березня 1895 — 25 червня 1990)       |      | 17 серпня 1953      | 17 серпня 1955         |
| 15                                     | Адмірал Арлі Берк (19 жовтня 1901 — 1 січня 1996)                     |      | 17 серпня 1955      | 1 серпня 1961          |
| 16                                     | Адмірал Джордж Вілан Андерсон (15 грудня 1906 — 20 березня 1992)      |      | 1 серпня 1961       | 1 серпня 1963          |
| 17                                     | Адмірал Девід Ламар Макдональд (12 вересня 1906 — 16 грудня 1997)     |      | 1 серпня 1963       | 1 серпня 1967          |
| 18                                     | Адмірал Томас Мурер (9 лютого 1912 — 5 лютого 2004)                   |      | 1 серпня 1967       | 1 липня 1970           |
| 19                                     | Адмірал Елмо Рассел Зумвалт (29 листопада 1920 — 2 січня 2000)        |      | 1 липня 1970        | 29 червня 1974         |
| 20                                     | Адмірал Джеймс Голловей III (23 лютого 1922 — 26 листопада 2019)      |      | 29 червня 1974      | 1 липня 1978           |
| 21                                     | Адмірал Томас Біб Гейвард (3 травня 1924 — 3 березня 2022)            |      | 1 липня 1978        | 30 червня 1982         |
| 22                                     | Адмірал Джеймс Воткінс (7 березня 1927 — 26 липня 2012)               |      | 30 червня 1982      | 30 червня 1986         |
| 23                                     | Адмірал Карлайл Трост (24 квітня 1930 — 29 вересня 2020)              |      | 1 липня 1986        | 29 червня 1990         |
| 24                                     | Адмірал Френк Бентон Келсо II (11 липня 1933 — 23 червня 2013)        |      | 29 червня 1990      | 23 квітня 1994         |
| 25                                     | Адмірал Джеремі Майкл Бурда (26 листопада 1939 — 16 травня 1996)      |      | 23 квітня 1994      | 16 травня 1996         |
| 26                                     | Адмірал Джей Л. Джонсон (нар. 5 червня 1946)                          |      | 16 травня 1996      | 21 липня 2000          |
| 27                                     | Адмірал Вернон Кларк (нар. 7 вересня 1944)                            |      | 21 липня 2000       | 22 липня 2005          |
| 28                                     | Адмірал Майкл Маллен (нар. 4 жовтня 1946)                             |      | 22 липня 2005       | 29 вересня 2007        |
| 29                                     | Адмірал Гері Рагхед (нар. 15 липня 1951)                              |      | 29 вересня 2007     | 23 вересня 2011        |
| 30                                     | Адмірал Джонатан Грінерт (нар. 15 березня 1953)                       |      | 23 вересня 2011     | 18 вересня 2015        |
| 31                                     | Адмірал Джон Річардсон (нар. 8 квітня 1960)                           |      | 18 вересня 2015     | 22 серпня 2019         |
| 32                                     | Адмірал Майкл Гілдей (нар. 10 жовтня 1962)                            |      | 22 серпня 2019      | 14 серпня 2023         |
| 33                                     | Адмірал Ліза Франкетті (нар. 25 квітня 1964)                          |      | 14 серпня 2023      | 21 лютого 2025         |
| (ТВО)                                  | Адмірал Джеймс Кілбі (нар. 1963)                                      |      | 21 лютого 2025      | на посаді              |